# 施泰因卡爾峰
47°26′18″N 10°30′16″E / 47.43833°N 10.50444°E施泰因卡爾峰（德語：Steinkarspitze），是奧地利的山峰，位於該國西部，由蒂羅爾州負責管轄，屬於阿爾高阿爾卑斯山脈的一部分，距離羅特峰0.5公里，海拔高度2,067米，每年平均降雨量1,698毫米。